# Numero autobiografico
In matematica, un numero autodescrittivo è un numero intero m in una data base b che è lungo b cifre, e ogni cifra d in posizione n (con la cifra più significativa in posizione 0 e la meno significativa in posizione b−1) conta quante volte la cifra n compare in m. Il numero descrive sé stesso in quanto le sue cifre danno l'informazione precisa delle cifre del numero stesso.

## Esempio
Ad esempio, in base 10, il numero 6210001000 è autodescrittivo, infatti:
in base 10, il numero ha 10 cifre, indicando la sua base;

contiene 6 in posizione 0, indicando che ci sono sei 0 in 6210001000;

contiene 2 in posizione 1, indicando che ci sono due 1 in 6210001000;

contiene 1 in posizione 2, indicando che c'è un 2 in 6210001000;

contiene 0 in posizione 3, indicando che non c'è nessun 3 in 6210001000;

contiene 0 in posizione 4, indicando che non c'è nessun 4 in 6210001000;

contiene 0 in posizione 5, indicando che non c'è nessun 5 in 6210001000;

contiene 1 in posizione 6, indicando che c'è un 6 in 6210001000;

contiene 0 in posizione 7, indicando che non c'è nessun 7 in 6210001000;

contiene 0 in posizione 8, indicando che non c'è nessun 8 in 6210001000;

contiene 0 in posizione 9, indicando che non c'è nessun 9 in 6210001000.

## In basi diverse
Non esistono numeri autodescrittivi nelle basi 2, 3 o 6. Con basi maggiori di 6, esiste esattamente un numero autodescrittivo: {\displaystyle (b-4)b^{b-1}+2b^{b-2}+b^{b-3}+b^{3}}, che ha {\displaystyle b-4} istanze della cifra 0, due istanze della cifra 1, un'istanza della cifra 2, un'istanza della cifra {\displaystyle b-4}, e nessuna istanza di altre cifre. La seguente tabella elenca alcuni numeri autodescrittivi in alcune basi selezionate:
| Base | Numeri autodescrittivi               | Valori in base 10                                                          |
| ---- | ------------------------------------ | -------------------------------------------------------------------------- |
| 4    | 1210 2020                            | 100 136                                                                    |
| 5    | 21200                                | 1 425                                                                      |
| 7    | 3211000                              | 389 305                                                                    |
| 8    | 42101000                             | 8 946 176                                                                  |
| 9    | 521001000                            | 225 331 713                                                                |
| 10   | 6210001000                           | 6 210 001 000                                                              |
| 11   | 72100001000                          | 186 492 227 801                                                            |
| 12   | 821000001000                         | 6 073 061 476 032                                                          |
| ...  | ...                                  | ...                                                                        |
| 16   | C210000000001000                     | 13 983 676 842 985 394 000                                                 |
| ...  | ...                                  | ...                                                                        |
| 36   | W21000000000000000000000000000001000 | 94 732 999 538 876 100 000 000 000 000 000 000 000 000 000 000 000 000 000 |
| ...  | ...                                  | ...                                                                        |

## Proprietà
Tutti i numeri autodescrittivi condividono diverse proprietà che possono essere formalmente dimostrate per qualsiasi base b per la quale tali numeri esistono (b ≥ 4, b ≠ 6).

### Somma delle cifre
La somma delle cifre di qualsiasi numero autodescrittivo in base {\displaystyle b} è uguale a {\displaystyle b}. Ciò deriva direttamente dalla definizione: le cifre d0, d1, ..., db−1 fungono da conteggio di quante volte ogni valore di cifra corrispondente (0, 1, ..., b−1) compare nel numero. Poiché ci sono un totale di {\displaystyle b} cifre nel numero, la somma di questi conteggi deve essere {\displaystyle b}.
{\displaystyle \sum _{i=0}^{b-1}d_{i}=b.}
Un'identità correlata, cruciale per dimostrare altre proprietà, è che anche la somma delle cifre ponderata per il loro stesso valore è uguale a {\displaystyle b}:
{\displaystyle \sum _{i=0}^{b-1}i\cdot d_{i}=b.}

### Divisibilità
Ogni numero autodescrittivo è un multiplo della sua base {\displaystyle b}. Ciò è equivalente ad affermare che la sua ultima cifra, db−1, deve essere 0.
Una dimostrazione per assurdo può essere formulata come segue: si supponga che l'ultima cifra, db−1, sia almeno 1. Ciò significa che la cifra b−1 compare nel numero almeno una volta. Sia x la posizione in cui si trova questa cifra b−1. Per definizione, ciò implica che la cifra x deve comparire b−1 volte.
Se x > 1, il numero conterrebbe b−1 istanze della cifra x e almeno un'istanza della cifra b−1, risultando in più di b cifre totali, il che è una contraddizione.
Se x è 0 o 1, sorge una contraddizione simile.
Una dimostrazione più diretta che utilizza l'identità della somma ponderata mostra che se db−1 fosse 1 o maggiore, il singolo termine (b−1)db−1 sarebbe, da solo, maggiore o quasi uguale alla somma totale richiesta b, portando a una contraddizione una volta aggiunti altri termini non negativi.
Ne consegue che un numero autodescrittivo in base b è un numero di Harshad, poiché il suo valore è divisibile per la somma delle sue cifre (che è b).

### Primalità
Nessun numero autodescrittivo può essere un numero primo. 
Questo è un risultato diretto della proprietà di divisibilità. Sia M il valore di un numero autodescrittivo in base b.
Dalla proprietà precedente, M è divisibile per b.
Affinché M sia primo, i suoi unici divisori possono essere 1 e M.
Tuttavia, per tutte le basi in cui esistono numeri autodescrittivi (b ≥ 4), la base b è maggiore di 1.
Il valore M è sempre strettamente maggiore di b, poiché M è un numero di b cifre con una cifra iniziale non nulla, il che rende il suo valore almeno bb-1.
Poiché b è un divisore di M tale che 1 < b < M, M deve essere un numero composto.

### Vincoli strutturali
I numeri autodescrittivi sono strutturalmente vincolati e "sparsi", nel senso che sono composti per lo più di zeri.
La cifra iniziale, d0, che conta il numero di zeri, non può mai essere zero. Se d0 fosse 0, affermerebbe che non ci sono zeri nel numero, contraddicendosi.
Per qualsiasi base, un numero autodescrittivo può avere al massimo quattro cifre non nulle.
Per tutte le basi b ≥ 7, il numero autodescrittivo ha una struttura fissa e unica:
d0 = b − 4,
d1 = 2,
d2 = 1,
db−4 = 1.
Tutte le altre cifre sono 0, cioè, di = 0 per i ∈ {3, ..., b−1} \ {b−4}.

## Numeri autobiografici
Una generalizzazione dei numeri autodescrittivi, chiamati numeri autobiografici, consente un numero di cifre inferiore alla base, a condizione che le cifre incluse nel numero siano sufficienti a descriverlo completamente. Ad esempio, in base 10, 3211000 ha 3 zeri, 2 uno, 1 due e 1 tre. Si noti che ciò dipende dalla possibilità di includere tanti zeri finali quanti sono necessari, senza che essi aggiungano ulteriori informazioni sulle altre cifre presenti.
Poiché gli zeri iniziali non vengono scritti, ogni numero autobiografico contiene almeno uno zero, in modo che la sua prima cifra sia diversa da zero.
Considerando un caso ipotetico in cui le cifre sono trattate in ordine inverso (l'unità è il conteggio degli zeri, le decine il conteggio degli uno, e così via), non esistono tali numeri autodescrittivi. I tentativi di costruirne uno portano a una richiesta esplosiva di aggiungere sempre più cifre.